# یارو خیل
یارو خیل (به انگلیسی: Yaru Khel) یک منطقهٔ مسکونی در پاکستان است که در ناحیه میانوالی واقع شده‌است. یارو خیل ۱۰٬۰۰۰ نفر جمعیت دارد.